# Karabin Carcano Mod. 1867
Karabin Carcano Modello 1867 – włoski jednostrzałowy odtylcowy karabin iglicowy.

## Historia
Prace na karabinem swojej konstrukcji Salvatore Carcano rozpoczął w 1866 roku. Już w 1867 roku do uzbrojenia armii włoskiej przyjęto jego karabin Carcano Fucili di Fanteria Modello 1860/67 oraz nabój scalony do niego. W 1868 roku pojawił się nieznacznie różniący się Modello 1868.
Karabiny Carcano Mod. 1867 i Mod. 1868 zostały zastąpione w uzbrojeniu armii włoskiej karabinami Vetterli Mod. 1870.

## Opis
Jednostrzałowy odtylcowy karabin iglicowy z zamkiem suwliwym.
Do zasilania używano naboju scalonego w łusce papierowej opracowanego przez Salvatore Carcano.